# Josef Albert
Josef Albert (Monaco di Baviera, 5 marzo 1825 – Monaco di Baviera, 5 maggio 1886) è stato un fotografo tedesco.
Apportò notevoli perfezionamenti alla fototipia, che da lui prese il nome alternativo di albertipia.